# نادي فيرونغا
نادي فيرونغا هو نادي كرة قدم كونغولي يوجد بمدينة غوما، و ملعبه الرسمي هو ملعب فيرونغا.